# Machine Gun (album của Peter Brötzmann)
| Đánh giá chuyên môn | Đánh giá chuyên môn |
| Nguồn đánh giá      | Nguồn đánh giá      |
| Nguồn               | Đánh giá            |
| ------------------- | ------------------- |
| Allmusic            | [ 1 ]               |

Machine Gun là album thứ hai của nghệ sĩ saxophone jazz Peter Brötzmann, phát hành lần đầu bởi Bro label năm 1968, sau đó tái phát hành qua hãng đĩa FMP năm 1971. Năm 1990 FMP phát hành ấn bản CD. Năm 2007, Atavistic Records tái phát hành album lần nữa với tên The Complete Machine Gun Sessions, thêm một bản biểu diễn trực tiếp của track chủ đề (trước đó có mặt trong CD Fuck DeBoere).

## Danh sách track

### Trong lần phát hành đầu tiên
| STT | Nhan đề                 | Thời lượng |
| --- | ----------------------- | ---------- |
| 1.  | "Machine Gun"           | 17:16      |
| 2.  | "Responsible"           | 8:17       |
| 3.  | "Music for Han Bennink" | 11:22      |

### Trong lần tái phát hành 1991
1. "Machine Gun" (Second Take) – Brötzmann
2. "Machine Gun" (Third Take) – Brötzmann
3. "Responsible" (First Take) – Van de Ven, Van Hove
4. "Responsible" (Second Take) – Van de Ven, Van Hove
5. "Music for Han Bennink" – Breuker

## Thành phần tham gia
- Peter Brötzmann (tenor và baritone saxophone)
- Evan Parker (saxophone)
- Willem Breuker (reeds)
- Peter Kowald (bass)
- Buschi Niebergall (bass)
- Sven-Åke Johansson (trống)
- Han Bennink (trống)
- Fred Van Hove (piano)

Thành phần sản xuất
- Günther Zipelius (kỹ thuật thu âm)
- Jost Gebers (sản xuất)